# Hans von Rosen
Hans Robert von Rosen (Stockholm, 8 augustus 1888 - Lindö, 2 september 1952) was een Zweedse ruiter, die gespecialiseerd was in dressuur en springen. Von Rosen behaalde tijdens de Olympische Zomerspelen 1912 de gouden medaille in de landenwedstrijd springconcours. Acht jaar later tijdens de Olympische Zomerspelen 1920 prolongeerde hij de titel in de landenwedstrijd springconcours. Tijdens deze spelen behaalde Von Rosen tevens de bronzen medaille in de individuele dressuur.

## Resultaten
- Olympische Zomerspelen 1912 in Stockholm  landenwedstrijd springconcours met Lord Iron
- Olympische Zomerspelen 1920 in Antwerpen  landenwedstrijd springconcours met Poor Boy
- Olympische Zomerspelen 1920 in Antwerpen  individueel dressuur met Running Sister

1912: Lewenhaupt, Kilman, von Rosen ·
1920: König, von Rosen, Norling ·
1924: Thelning, Ståhle, Lundström ·
1928: Navarro, Álvarez, García ·
1936: Hasse, von Barnekow, Brandt ·
1948: Mariles, Uriza, Valdés ·
1952: White, Stewart, Llewellyn ·
1956: Winkler, Thiedemann, Lütke-Westhues ·
1960: Winkler, Thiedemann, Schockemöhle ·
1964: Schridde, Jarasinski, Winkler ·
1968: Day, Gayford, Elder ·
1972: Ligges, Wiltfang, Steenken, Winkler ·
1976: Parot, Rozier, Roguet, Roche ·
1980: Tsjoekanov, Poganovsky, Asmaje, Korolkov ·
1984: Fargis, Homfeld, Burr Howard, Smith ·
1988: Beerbaum, Brinkmann, Hafemeister, Sloothaak ·
1992: Raijmakers, Romp, Tops, Lansink ·
1996: Sloothaak, Nieberg, Kirchhoff, Beerbaum ·
2000: Beerbaum, Nieberg, Ehning, Becker ·
2004: Wylde, Ward, Madden, Kappler ·
2008: Ward, Kraut, Simpson, Madden ·
2012: Skelton, Maher, Brash, Charles ·
2016: Rozier, Staut, Bost, Leprévost ·
2020: von Eckermann, Baryard-Johnsson, Fredricson ·
2024: Maher, Charles, Brash
- LIBRIS: 260743
- Virtual International Authority File: 56588876